# أنطون تشيخوف
أنطون بافلوفيتش تشيخوف (الروسية: Антон Павлович Чехов) (29 يناير 1860  – 15 يوليو 1904) كاتب مسرحي وكاتب قصص قصيرة روسي يعتبر من أعظم الكُتاب على الإطلاق. أنتجت مسيرته ككاتب مسرحي أربع روايات كلاسيكية، وتحظى أفضل قصصه القصيرة بتقدير كبير من قبل الكتاب والنقاد، كتب المئات من القصص القصيرة التي اعتبر الكثير منها إبداعات فنية كلاسيكية، كما أن مسرحياته كان لها تأثير عظيم على دراما القرن العشرين. بدأ تشيخوف الكتابة عندما كان طالبًا في كلية الطب في جامعة موسكو، ولم يترك الكتابة حتى أصبح من أعظم الأدباء، واستمرّ أيضًا في مهنة الطب وكان يقول «إن الطب هو زوجتي والأدب عشيقتي».
تخلى تشيخوف عن المسرح بعد الاستقبال الأولي الفاتر لمسرحية النورس في عام 1896، ولكن تم إحياء المسرحية في عام 1898 من قبل قسطنطين ستانيسلافسكي في مسرح موسكو للفنون، التي أنتجت في وقت لاحق أيضًا العم فانيا لتشيخوف وعرضت آخر مسرحيَّتان له وكان ذلك لأول مرة، الأخوات الثلاث وبستان الكرز، وشكلت هذه الأعمال الأربعة تحديًا لفرقة العمل وكذلك للجماهير، لأن أعمال تشيخوف تميز بـ«مزاجية المسرح» و«الحياة المغمورة في النص».
كان تشيخوف يكتب في البداية لتحقيق مكاسب مادية فقط، ولكن سرعان ما نمت طموحاته الفنية، وقام بابتكارات رسمية أثرت بدورها على تطوير القصة القصيرة الحديثة. تتمثل أصالتها بالاستخدام المبتكر لتقنية تيار من شعور الإنسان، اعتمدها فيما بعد جيمس جويس والمحدثون، مجتمعة مع تنكر المعنوية النهائية لبنية القصة التقليدية. وصرح عن أنه لا للاعتذارات عن الصعوبات التي يتعرض لها القارئ، مصرًا على أن دور الفنان هو طرح الأسئلة وليس الرد عليها.

## حياته

### طفولته

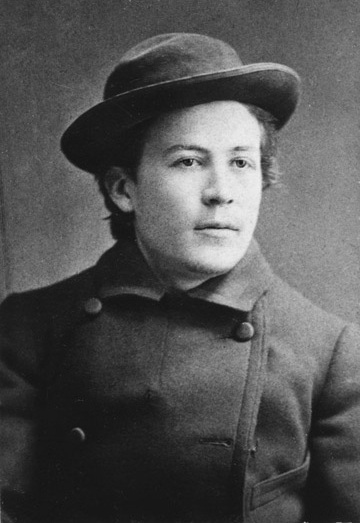
تشيخوف في شبابه عام 1882

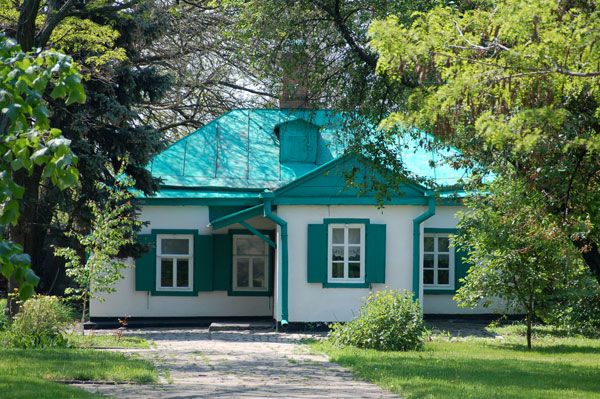
البيت الذي ولد فيه تشيخوف

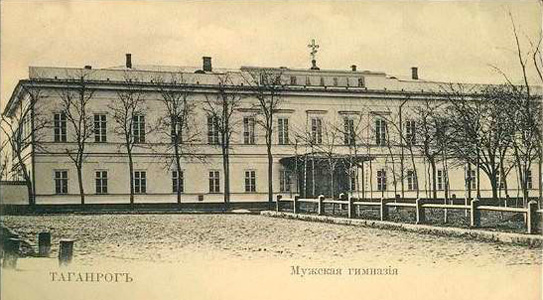
تاجونروج جمنازيوم في أواخر القرن التاسع عشر.

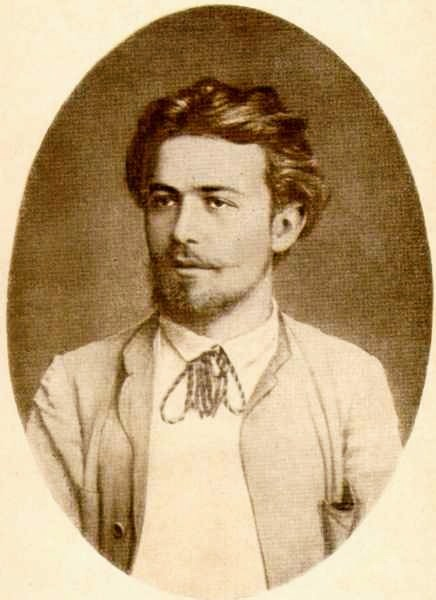
صورة لتشيخوف في شبابه بملابس الدولة

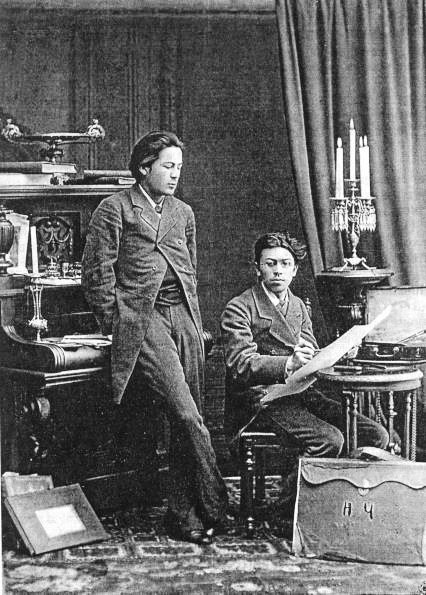
تشيخوف (يسار) مع أخيه نيقولاي عام 1882

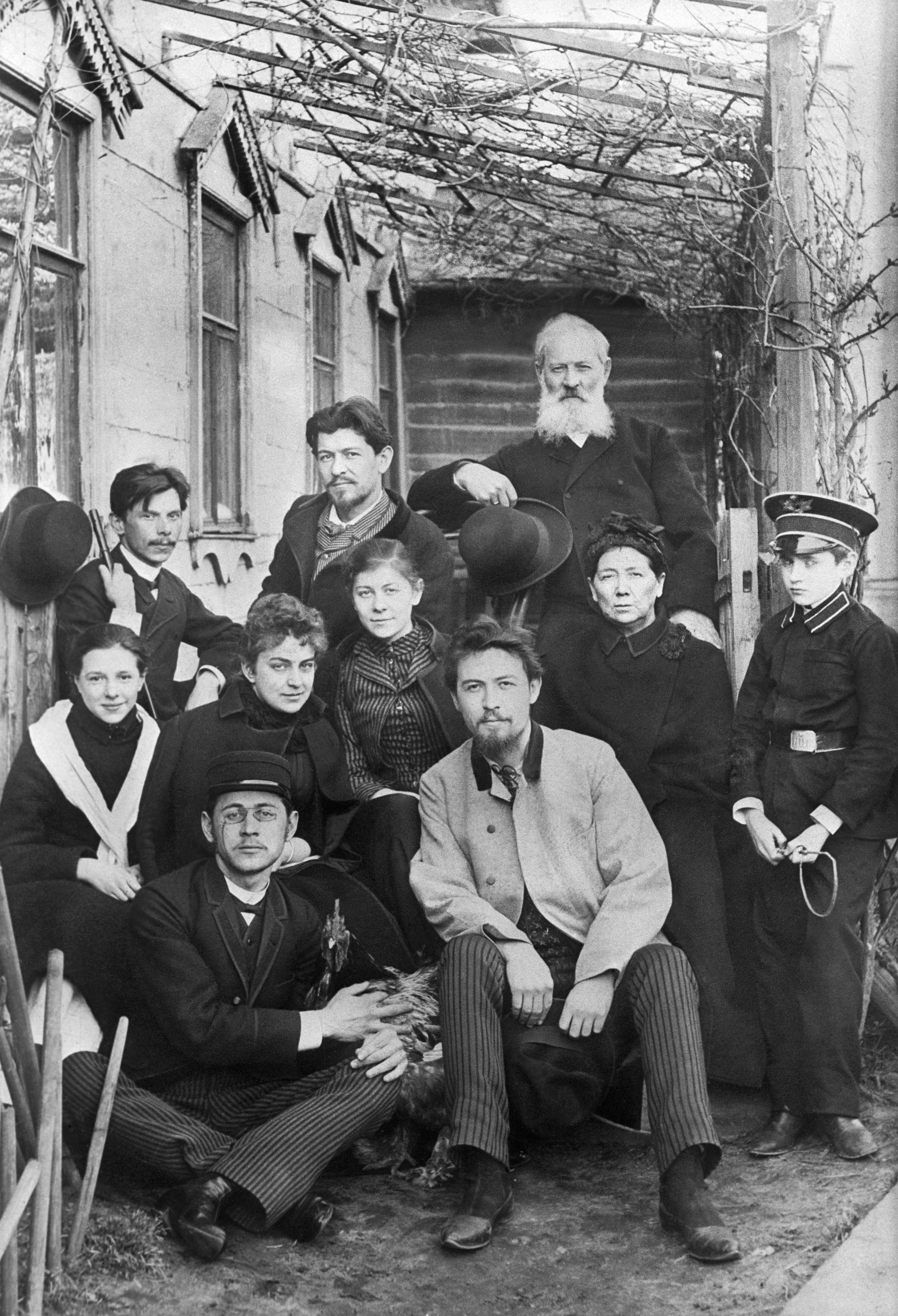
تشيخوف مع عائلته

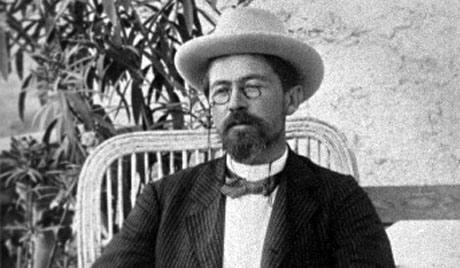

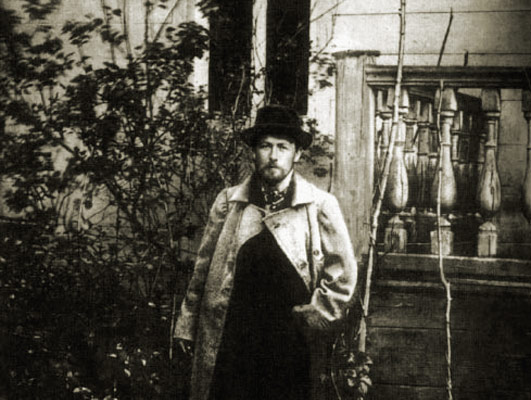
أنطون تشيخوف عام 1893

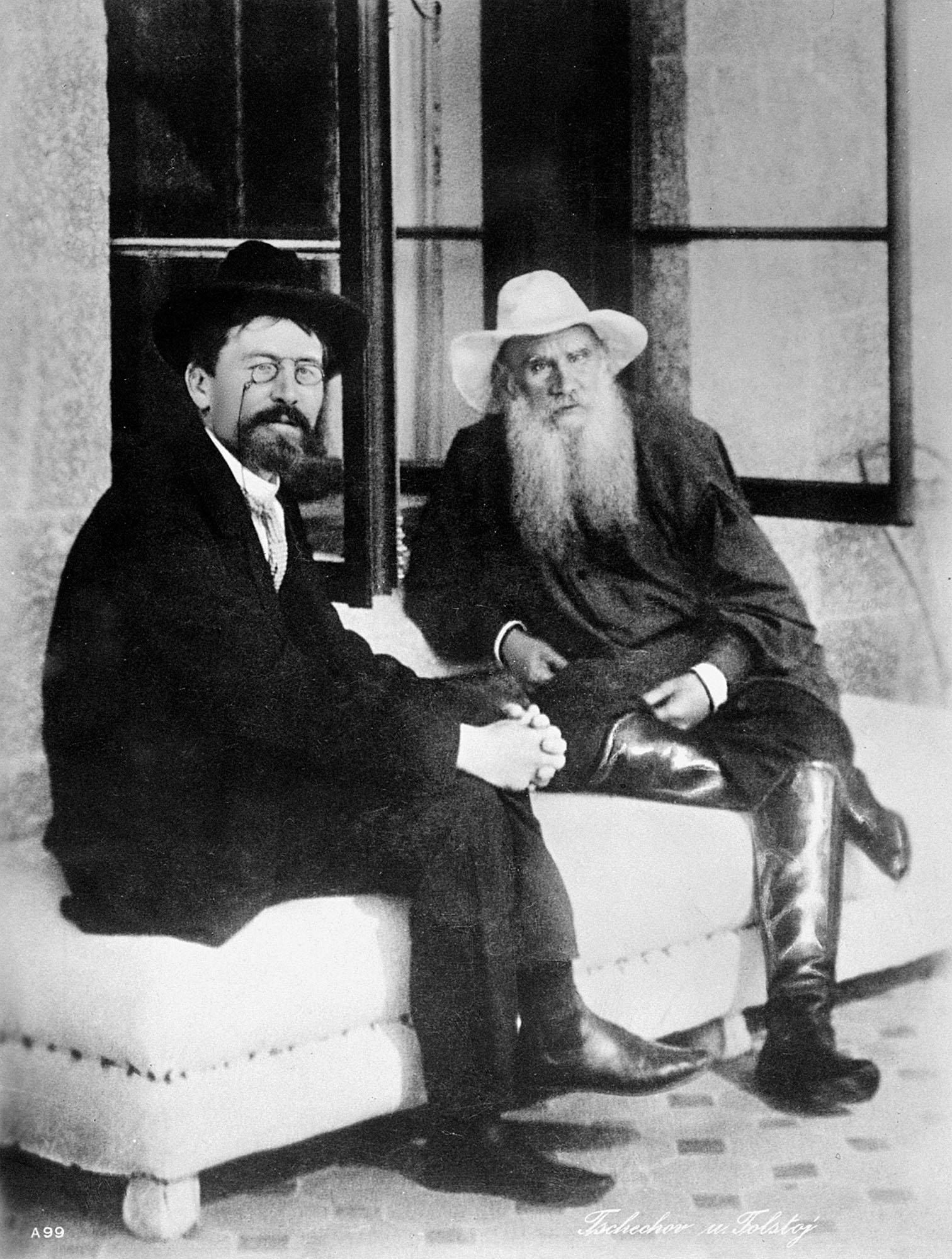
تشيخوف مع ليو تولستوي في يالطا عام 1900

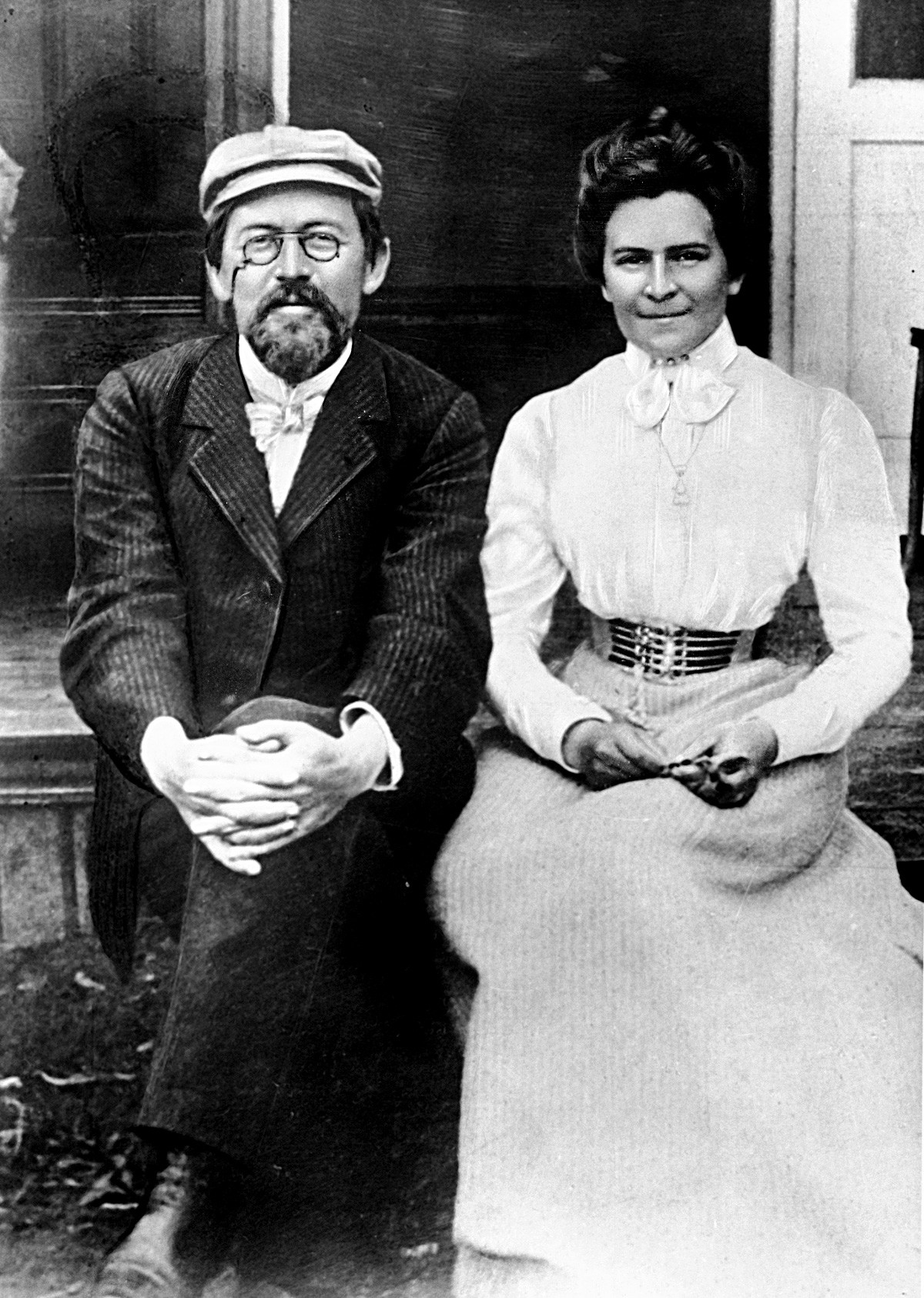
تشيخوف مع زوجته أولغا كنيبر عام 1901 في شهر العسل

وُلد أنطون تشيخوف في 29 يناير 1860، وهو الثالث من ستة أطفال بقوا على قيد الحياة في تاغانروغ، وهو ميناء على بحر آزوف في جنوب روسيا. كان والده بافل تشيخوف، ابن أحد العبيد السابقين ومدير بقالة. وعمل أيضًا مديرًا للجوقة وكان يعتنق المسيحية الأرثوذكسية الشرقية ويوصف بأنه كان أبًا تعسفياً بل نظر إليه بعض المؤرخين على أنه نموذج في النفاق في التعامل مع ابنه. أما والدة تشيخوف، فكانت راوية ممتازة في حكايتها الترفيهية للأطفال عن رحلاتها مع والدها تاجر القماش في جميع أنحاء روسيا. يقول تشخيوف «حصلنا على مواهبنا من آبائنا» وتذكر أيضًا «أما الروح فأخذناها من أمهاتنا».
شارك تشيخوف في مدرسة يونانية للصبيان، بعد ذلك في تاجونروج جمنازيوم، وتسمى حاليًا بجمنازيوم تشيخوف، حيث احتُجز في الأسفل لمدة عام بسبب فشله 15 مرة في امتحان اليونانية. واشتهر هناك بتعليقاته الساخرة ومزاجه وبراعته في إطلاق الألقاب الساخرة على الأساتذة، وكان يستمتع بالتمثيل في مسرح الهواة وأحيانًا كان يؤدي أدوارًا في عروض المسرح المحلي. وقد جرب يده آنئذ في كتابة «مواقف» قصيرة، وقصص هزلية فكهة، ومن المعروف أنه ألف في تلك السن أيضًا مسرحية طويلة اسمها «دون أب» لكنه تخلص منها فيما بعد.
كان أنطون عاشقًا للمسرح وللأدب مُنذ صغره، وحضر أول عرض مسرحي في حياته (أوبرا هيلين الجميلة) لباخ عندما كان في الثالثة عشرة من عمره، ومنذ تلك اللحظة أضحى عاشقًا للمسرح، وكان ينفق كل مدخراته لحضور المسرحيات، وكان مقعدهُ المفضل في الخلف نظرًا لأن سعره أقل (40 كوبيك فضيًّا)، وكانت مدرسة الجيمنازيم لا تسمح لطلبتها بالذهاب إلى المسرح إلا بتصريح خاص من المدرسة، والذي لم يكن يصدر غالبًا بسهولة، وليس سوى في العطلات الأسبوعية فقط.
وغنى في دير الأرثوذكسية اليونانية في تاغانروغ وفي جوقات والده. في رسالة تعود للعام 1892، قام باستخدام كلمة «معاناة» لوصف طفولته، وأشار إلى:
في عام 1876، أعلن والد تشيخوف إفلاسه بعد إفراطه في الحصول على التمويل لكي يبني منزلًا جديدًا، وغادر إلى موسكو لكي يتجنب حبسه بسبب ديونه غير المدفوعة، حيث كان معه أكبر اثنين من أبنائه نيكولاي وألكسندر، كانا طالبين جامعيين. عاشت عائلته فقيرة في موسكو وكانت والدته مدمرة عاطفيًّا وجسديًّا. فلم يبق أمامه إلا بيع ممتلكات الأسرة وإنهاء تعليمه.
بقي تشيخوف في تاغانروغ لثلاث سنوات أخرى، وقام رجل يسمى سيليفانوف مثل (لوباهين في بستان الكرز) بمساعدة عائلة تشخيوف لسداد ديون كانت مخصصة لبناء منزلهم. اضطر تشيخوف إلى دفع تكاليف التعليم الخاصة به، حيث نجح في وظائف مثل معلم خصوصي وفي اصطياد وبيع طيور الحسون والرسومات التخطيطية للجرائد. بعث كل روبل استطاع أن يدخره لموسكو، جنبًا إلى جنب مع رسائل ممزوجة بروح الدعابة لرفع معنويات العائلة. وخلال هذا الوقت، قرأ على نطاق واسع وبشكل تحليلي، بما في ذلك ثيربانتسوأيفان تورغينيف وأيفان جونتشاروف وآرثر شوبنهاور  وقال أنه كتب مسرحية كوميدية كاملة الطول تحمل عنوان يتيم، وقد نبذ شقيقه أليكسندر هذه المسرحية قائلًا: «لا يمكن تبريرها على الرغم من براءة هذا الاختلاق». وقد استمتع تشيخوف بسلسلة من علاقات الحب كانت إحداهن مع زوجة معلم.
في عام 1879، أتم تشيخوف تعليمه وانضم لعائلته في موسكو، بعد قبوله في كلية الطب في جامعة موسكو.

### أوائل كتاباته
تولى تشيخوف مسؤولية دعم جميع أفراد الأسرة، ودفع الرسوم الدراسية عنهم، كان يكتب يوميًا مختصراً استكشافات فُكاهية ومقالات قصير من الحياة الروسية المُعاصرة تحت أسماء مستعارة مثل "Antosha Chekhonte" (Чехонте Антоша) و«رجل بلا طحال» (Человек без селезенки). إخراجاته المُذهلة بدأت تكسبه السُمعة الطيبة تدريجيًا بأنه مؤرخ ساخر من حياة الشارع الروسي، وبحلول عام 1882 كان يكتب Oskolki (شظايا)، التي تعود مُلكيتها إلى نيقولاي ليكين، واحدة من الناشرين الكبار في ذلك الوقت. وكانت لهجة تشيخوف في هذه المرحلة أقسى مما هو مألوف.
في عام 1884، تخرج كطبيب، التي اعتبرها مهنته الرئيسية وقد أحرز القليل من المال من هذه الوظيفة وكان يُعالج الفُقراء مجانًا.
قبل فترة طويلة، استطاع تشيخوف أن يجذب الانتباه على المستوى الأدبي والشعبي. وقام الكاتب الروسي الشهير دميتري غريغوروفتش، 64 عامًا، بالكتابة لتشيخوف بعد قراءة قصته القصيرة وهنتسمان، «لديك موهبة حقيقية، موهبة تضعك في المرتبة الأولى بين الكُتاب في الجيل الجديد.» في عام 1887، فازت مجموعة تشيخوف للقصص القصيرة في الشفق (V Sumerkakh) بجائزة بوشكين لأفضل إنتاج أدبي مُتميز بقيمة فنية عالية.

### نقطة تحول
في تلك السنة، أصيب تشيخوف بالإرهاق واعتلال الصحة، في رحلته إلى أوكرانيا التي أحيته بفضل جمال سهوب بحر قزوين. بعد عودته، بدأ بكتابة الرواية السهوب ذات الطول القصير «شيء غريب نوعًا ما وأصلي كثيرًا» ونشرت في نهاية المطاف في فيستنيك سيفيرني "Severny Vestnik" (هيرالد الشمالية). في سرد الرواية التي تستطرد مع عمليات التفكير من الشخصيات، يثير تشيخوف رحلة الكرسي عبر السهوب من خلال عيني طفل صغير أرسل للعيش بعيدًا عن المنزل، كانا رفيقاه الكاهن والتاجر. السهوب، التي تم تسميتها ب «قاموس شعرية تشيخوف»، الذي شكل تقدماً كبيرًا لتشيخوف، وأظهرت قدر كبير من جودة تخيله الناضجة التي تسببت في نشر منشوراته في مجلة أدبية بدلًا من الصحيفة.

### سخالين
في عام 1890، قام تشيخوف برحلة شاقة بالقطار وعن طريق عربة تجرها الخيول، وبباخرة إلى الشرق الأقصى قادمًا من روسيا وكاتورجا، أو «مُستعمرة العقوبات»، في جزيرة سخالين في شمال اليابان، حيث قضى ثلاثة أشهر فيها وقام بإجراء مقابلات مع الآلاف من المحكوم عليهم. تُعتبر رسائل تشيخوف التي كتبها خلال رحلته الممُتعة شهران ونصف الشهر لسخالين من أفضل ما كُتب في حياته. وقد أصبحت تصريحاته لأخته عن تومسك شهيرة.

### يالطا
في مارس 1897 تعرض تشيخوف إلى نزيف كبير في الرئتين بينما كان في زيارة لموسكو. وأقنع بصعوبة لكي يذهب إلى العيادة، حيث قاموا الأطباء بتشخيص حالته وتبين لهم أنه مُصاب بمرض السل في الجزء العلوي من رئتيه، التي أدت إلى تغير نمط حياته فيما بعد.
بعد وفاة والده في عام 1898، اشترى تشيخوف قطعة أرض في ضواحي مدينة يالطا وبنى فيها فيلا، عندها انتقل مع والدته ومن ثُم شقيقته في العام التالي إليها. زرع فيها الأشجار والزهور في يالطا وحافظ على الكلاب واستقبل الضيوف مثل ليو تولستوي ومكسيم غوركي، كان يشعر دائمًا بارتياح عند تركه لسيبيريا الساخنة" من أجل السفر إلى موسكو أو إلى الخارج، وقد تعهد للانتقال إلى تاغانروغ حالما يتمُّ تثبيت إمدادات المياه هناك. في يالطا أكمل كتابة اثنتين من مسرحياته الفنية، الأخوات الثلاثة وبستان الكرز. في 25 مايو 1901 تزوج تشيخوف من أولغا كنيبر.

### وفاته
بحلول مايو 1904، كان أنطون تشيخوف مُصابًا بمرض السل. وأشار ميخائيل تشيخوف إلى أن «جميع من رأوه شعروا بداخلهم أن نهايته ليست ببعيدة» وفي 3 يونيو انطلق مع أولغا باتجاه مدينة الحمامات الألمانية BADENWEILER، في الغابة السوداء، حيث كتب رسائل مرحة إلى شقيقته ماشا واصفًا المواد الغذائية والبيئة المحيطة، مؤكدًا لوالدته بأنه في تحسن مُستمر. وفي رسالته الأخيرة، شكى من طريقة لبس النساء الألمانيات.
ونقلت جثة تشيخوف إلى موسكو في سيارة السكك الحديدية المبردة. دُفن تشيخوف بجانب والده في مقبرة نوفوديفيتشي.

## القيمة الفنية
تعلم الكثير من كتّأب المسرحيات المعاصرين من تشيخوف كيفية استخدام (المزاج العام للقصة والتفاصيل الدقيقة الظاهرة وتجمد الأحداث الخارجية في القصة) لإبراز النفسية الداخلية للشخصيات. وقد تُرجمت أعمال تشيخوف إلى لغات عديدة. عمل الكاتب الأوزبكي الشهير عبد الله قاهور على ترجمة العديد من قصص تشيخوف إلى اللغة الأوزبكية. وقد تأثر قاهور بتشيخوف واعتبر هذا الكاتب المسرحي الروسي أستاذه.
له 4 مسرحيات كُبرى وهي:
- النورس The Seagull
- العم فانيا Uncle Vanya
- الأخوات الثلاث The Three Sisters
- بستان الكرز The Cherry Orchard

وقد تمت إعادة إخراجهم في إنتاجات حديثة.

## أعماله

### مسرح
- 1881: مسرحية بدون عنوان أو بلاتونوف؛
- 1886: الآثار الضارة للتبغ ("О вреде табака")؛
- 1887: أغنية البجعة عمل واحد؛
- 1887: ايفانوف ("Иванов")؛
- 1888: الدب ("Медведь: Shutka v odnom deystvii")، كوميديا من فصل واحد؛
- 1888/1889: طلب الزواج؟ ("Предложение")؛
- 1889: الممثل المأساوي دون قصد ("Трагик поневоле")؛
- 1889: الزفاف ("Свадьба")؛
- 1889: غابة الشيطان ("Леший") كوميديا من أربعة فصول.
- 1891: اليوبيل ("Юбилей")؛
- 1896: نورس ("Чайка")؛
- 1897:العم فانيا ("Дядя Ваня")؛
- 1901: الأخوات الثلاث ("Три сестры")؛
- 1904: بستان الكرز ("Вишнёвый сад").

### قصص
- 1883: وفاة موظف ("Смерть чиновника")؛
- 1883: السمين والنحيف؛
- 1884: المحار ("Устрицы")؛
- 1884: الحرباء ("Хамелеон")؛
- 1884: قناع ("Маска")؛
- 1885: الصيادون ("Егерь")؛
- 1885: الرقيب بريبيشتشيف ("Унтер Пришибеев")؛
- 1886: وجبة ("Гриша")؛
- 1887: البداية ("Дома")؛
- 1887: حورية البحر ("Сирена")؛
- 1887: كاشتانكا ("Каштанка")؛
- 1888: السهوب ("Степь")؛
- 1892: المعرض رقم 6 ("Палата № 6")؛
- 1894: الراهب الأسود ("Чёрный монах")؛
- 1894: كمان روتشيلد ("Скрипка Ротшильда")؛
- 1895: أمر آنا ("Анна на шее")؛
- 1896: البيت مع ميزانين ("Дом с мезонином")؛
- 1897: موزهيكس ("Мужики")؛
- 1898: رجل في الدرع ("Человек в футляре")؛
- 1899:السيدة صاحبة الكلب ("Дама с собачкой")؛
- 1902: الكهنة ("Архиерей")؛
- 1903: خطيبتهُ ("Невеста").

### القصص القصيرة
- 1884:دراما في الصيد؛
- 1886: فانكا (Ванька)؛ إلى جدي العزيز
- 1888: سهل ("Степь")؛
- 1889:الرِهان؛
- 1891: مبارزة ("Дуэль")؛
- 1895: ثلاث سنوات ("Три года")؛
- 1896: حياتي ("Моя жизнь").

### رسومات فكاهية
- 1886: حكايات مُزركشة.

## وصلات خارجية
- أنطون تشيخوف على موقع IMDb (الإنجليزية)
- أنطون تشيخوف على موقع الموسوعة البريطانية (الإنجليزية)
- أنطون تشيخوف على موقع ألو سيني (الفرنسية)
- أنطون تشيخوف على موقع ميوزك برينز (الإنجليزية)
- أنطون تشيخوف على موقع أول موفي (الإنجليزية)
- أنطون تشيخوف على موقع قاعدة بيانات برودواي على الإنترنت (الإنجليزية)
- أنطون تشيخوف على موقع قاعدة بيانات برودواي على الإنترنت (الإنجليزية)
- أنطون تشيخوف على موقع قاعدة بيانات الأفلام السويدية (السويدية)
- أنطون تشيخوف على موقع إن إن دي بي (الإنجليزية)
- أنطون تشيخوف على موقع ديسكوغز (الإنجليزية)

أنطون تشيخوف  على قاعدة بيانات الخيال التأملي على الإنترنت
- أعمال أنطون تشيخوف.
- [http://www.abjjad.com/author/2106195968?name=أنطون%20تشيخوف صفحة أنطون تشيخوف على موقع أبجد
- [http://www.abjjad.com/author/quotes/2106195968 صفحة اقتباسات أنطون تشيخوف على موقع أبجد
- رسائل إلى العائلة - أنطوان تشيخوف. ترجمة: ياسر شعبان.